# Stephanophyllia neglecta
Stephanophyllia neglecta is een rifkoralensoort uit de familie van de Micrabaciidae. De wetenschappelijke naam van de soort is voor het eerst geldig gepubliceerd in 1923 door Boschma.